# Jeannette G. Moretti
Jeannette G. Moretti (Caracas, 3 de julio de 1972) es una artista plástica radicada entre Venezuela e Italia que comenzó su   exploración pictórica con elementos de espirales y abstractos para luego dar un salto al arte pop.

## Infancia
Su padre, ingeniero naval y su madre farmacéutica, siempre inculcaron el estudio y el deporte en Jeannette y en sus hermanos. Si bien se destacó en la práctica del tenis y natación desde temprana edad, su verdadera pasión estuvo siempre en la pintura, la cual estudió y cultivó durante toda su niñez y adolescencia. Su familia influyó directamente en su pasión por el arte como estilo de vida, convirtiéndose en sus primeros compradores y participando con ella en cada exposición o nueva técnica aprendida. A sus quince años viaja por primera vez a Europa y ahí comienza a querer recorrer el mundo para aprender de cada cultura. En ese instante decide que algún día viviría en Italia y se dedicaría al arte. Una decisión que le tomará un par de décadas para manifestarse, pero finalmente se hará realidad unos años más tarde. Jeannette crece junto a cuatro hermanas y un hermano, todos con el común interés de buscar nuevos horizontes en la vida desde muy jóvenes fuera de su país de origen, escribiendo sus historias personales entre Estados Unidos, Francia, Suiza, Italia, Dinamarca y Brasil. Una familia acostumbrada a los cambios y a la movilidad permanente, lo cual lleva a la artista a vivir en Venezuela, USA e Italia aprendiendo la lengua nativa de cada uno.

## Carrera y estilo
Jeannette G. Moretti, incursionó en el mundo del arte desde los cuatro años de edad. A partir de entonces, ha explorado numerosas técnicas como la serigrafía, el grabado, el acrílico, la acuarela, los  pasteles, el óleo, el asfalto, el esmalte y las técnicas mixtas.
En la década de los 80, estudia Pintura en el Atelier de Pintores ATEPIN. Y luego, continúa su educación artística en el taller de Teresa Cid.
Entre 1989 y 1993, incursiona en Diseño Gráfico en el Instituto de Diseño
, Venezuela. Poco después, se muda a los Estados Unidos donde trabaja como diagramadora en el Crónica Newspaper, periódico latino editado en Washington DC. Luego incursiona como diseñadora en la empresa Professional & Scientific Associates, que organiza diversos eventos, donde hace una importante transición personal y profesional,  convirtiéndose en organizadora de eventos certificada (Certified Meeting Professional (CMP)).
Su afán por conocer el mundo y experimentar nuevas aventuras la llevó en un recorrido de doce años trabajando como enlace para las más reconocibles y prominentes personalidades de Estados Unidos tales como presidentes William Jefferson Bill Clinton  y George W. Bush, el Fiscal General John Ashcroft, cantante de rock y activista Bono del grupo U2, actor y activista Bill Cosby, Vicepresidente de los Jefes de Estado Mayor General Peter Pace, Secretario Adjunto de Defensa Paul Wolfowitz, entre otros.
Jeannette G. Moretti también fue cofundadora de la organización sin fines de lucro, Network of Latino Meeting Professionals (The Network); la cual se creó en el 2006 con el objetivo de ampliar el impacto y la sensibilización acerca de cuestiones relacionadas con Latinos Organizadores de Eventos en los Estados Unidos.
Sin dejar su creatividad de lado, se mantuvo conectada al mundo artístico estudiando escultura y fotografía en el Corcoran Institute of Art  y Torpedo Factory,  participando constantemente en subastas a beneficio de la Organización de los Estados Americanos (OEA)  y sus organismos asociados.
Luego de pertenecer al mundo corporativo por muchos años, Jeannette regresa a su tierra natal Venezuela en 2010, donde decide dedicarse completamente al arte.

## Temática de la obra
Para Jeannette G. Moretti, sus primeras dos series –Abstractos y Espirales– reflejan esa búsqueda del conocimiento interno, de la conexión con el Universo, el crecimiento continuo, la transformación constante, el infinito, un instante que no se repite. Representan un enfrentamiento constante entre la luz y la sombra del ser humano.
En su obra, ella invita a continuar esa búsqueda de la perfección, del equilibrio, de la aceptación, subrayando que somos perfectos con todas nuestras imperfecciones.
En la actualidad, la artista se inclina por el arte pop, trayendo del pasado a esos personajes que  generaciones de distintas épocas han admirado y mezclándolos sin importar la naturaleza de cada uno de ellos.

## Técnica
En las primeras series Abstractos y Espirales, la técnica artística utilizada se basó en el uso de la pintura de esmalte sobre canvas, con la ayuda de thinner para disolver logrando las mezclas de colores que expresan una sensación de fluidez.
Luego de explorar con distintos materiales, Moretti, da un salto al arte pop como estilo y a la búsqueda de otros materiales, como utilizar la digitalización de imágenes que luego serán colocadas sobre superficies  MDF y/o canvas e intervenidas  con acrílicos y barnizado para proteger la obra.

## Exposiciones
- 2015 Dualidad. Los Más Buscados Caracas, Venezuela
- 2015 Dualidad. Los Más Buscados. Miami, USA.
- 2015 Dualidad. Los Más Buscados. Barcelona, España
- 2015 No estás solo. Organización Sin Mordaza Caracas, Venezuela
- 2015 IV Subasta NIDHOS Coro, Venezuela
- 2015 XI Subasta, FUNDANA Caracas, Venezuela
- 2014 I Subasta, Ro-Dando. Fundación Buena Voluntad Caracas, Venezuela
- 2014 X Subasta, FUNDANA Caracas, Venezuela
- 2014 I Subasta, De Corazón. Caracas, Venezuela
- 2014 III Subasta NIDHOS Coro, Venezuela
- 2013 Día Mundial del Arte. Caracas, Venezuela
- 2013 INDIVIDUAL – Encuentros. Galería Objetos DAC. Caracas, Venezuela
- 2013 II Subasta NIDHOS. Coro, Venezuela
- 2013 Zona Sur. Caracas, Venezuela
- 2013 Feria Internacional de Arte y Antigüedades de Maracaibo (FIAAM). Maracaibo, Venezuela
- 2013 I Subasta, Fundación de Autismo en Voz Alta. Caracas, Venezuela
- 2012 Modern Art. Acarigua, Venezuela
- 2012 COMARTE (1.er Salón de Arte Baruta). Caracas, Venezuela
- 2012 INDIVIDUAL – Espirales. Tokesplace. Washington, DC. USA
- 2012 Casa de la Cultura Baruta. Caracas, Venezuela
- 2012 Hatillarte. Caracas, Venezuela
- 2012 Feria Internacional de Arte y Antigüedades de Maracaibo (FIAAM) Maracaibo, Venezuela
- 2005 Art for Life. Organización de Estados Americanos (OEA) Washington, DC. USA
- 2003 Art for Life. Organización de Estados Americanos (OEA) Washington, DC. USA
- 1993 Exposición de Fotografía CUERPOS. Instituto de Diseño. Caracas, Venezuela
- 1989 Concurso de Pintura METRO de CARACAS. Caracas, Venezuela
- 1986 Exposición AVES. Club Campestre Los Cortijos. Caracas, Venezuela
- 1983 Concurso de Pintura. INAPET. 1.er Lugar. Caracas, Venezuela
- 1983 Concurso de Pintura ATEPIN. 3.er Lugar. Caracas, Venezuela
- 1982 Concurso de Pintura. INAPET. Caracas, Venezuela

## Premios y reconocimientos
- 1983 Concurso de Pintura. INAPET. 1.er Lugar. Caracas, Venezuela
- 1983 Concurso de Pintura ATEPIN. 3.er Lugar. Caracas, Venezuela